# 奥罗波斯
奥罗波斯（希臘語：Ωρωπός）是希腊阿提卡大區东阿提卡专区的市镇。市镇面积为338.18平方公里，2021年人口数量为31,811人。
此市镇设立于2011年地方政府改革中，由原九个市镇合并而成，原市镇则成为此市镇的九个市区。